# Bathmotrope
Le bathmotropisme (du grec ancien βαθμός, bathmos : « marche, rang, seuil » et τρόπος, tropos : « tourné vers ») renvoie à l'excitabilité cardiaque. Le terme est notamment utilisé pour décrire les effets de différents agents sur cette excitabilité. Les effets bathmotropes positifs augmentent la réponse du muscle à la stimulation nerveuse, tandis que les effets bathmotropes négatifs diminuent la réponse du muscle à la stimulation. Le bathmotropisme ou la facilité de génération d'un potentiel d'action est liée à la fois à l'amplitude du potentiel de repos et à l'état d'activation des canaux sodiques membranaires qui sont responsables du passage du potentiel du repos au seuil d'activation du potentiel d'action (PA). 
Divers médicaments et autres facteurs agissent sur le potentiel de repos en le rapprochant du seuil du PA, un potentiel d'action est donc obtenu plus facilement et plus rapidement. De même, lorsque les canaux sodiques sont dans un état de plus grande activation, l'afflux d'ions sodium qui permet à la membrane d'atteindre le seuil du PA se produit plus facilement. Dans les deux cas, l'excitabilité du myocarde est augmentée.

## Bathmotropes positifs
- L'hypocalcémie : le calcium bloque les canaux sodiques, ce qui empêche la dépolarisation, donc une diminution du calcium permet une augmentation du passage du sodium et abaisse le seuil de dépolarisation.
- Hyperkaliémie légère à modérée : provoquant une augmentation du potentiel de repos par diminution de la diffusion passive de K+.
- Stimulation sympathique : augmente le potentiel de la membrane au repos.
- L'hypoxie légère : provoque une dépolarisation partielle de la membrane musculaire.
- L'ischémie : provoque une dépolarisation partielle de la membrane musculaire
- Les digitaliques : convertissent les cellules des fibres de Purkinje cardiaques en cellules automatiques, ce qui augmente l'irritabilité du myocarde, ils augmentent aussi le potentiel du repos par diminution de l'activité de la pompe Na+/K+/ATPase

## Bathmotropes négatifs
- L'hypercalcémie : augmente le seuil de dépolarisation par diminution de l'activité des canaux Na+ voltage dépendants.
- L'hyperkaliémie modérée à sévère inactive les canaux sodium et rend la cellule +/- réfractaire
- L'hyponatrémie : diminue la concentration externe de sodium
- L'hypokaliémie : hyperpolarisation du potentiel membranaire au repos par augmentation de la diffusion passive du K+.
- La stimulation parasympathique.
- Les bêta-bloquants : diminuent le tonus sympathique
- Les antiarythmiques de classe I : bloquent les canaux sodiques.
- Les inhibiteurs des canaux calciques : ont en général des effets bathmotropes négatifs.
- L'hypoxie marquée : provoque une dépolarisation marquée du potentiel de membrane au repos